# Norris Bradbury

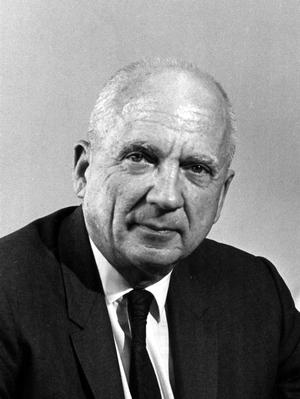
Norris Bradbury

Norris Edwin Bradbury (* 30. Mai 1909 in Santa Barbara, Kalifornien; † 20. August 1997 in Los Alamos, New Mexico) war ein US-amerikanischer Physiker.
Bradbury studierte am Pomona College (Bachelor 1929) und promovierte 1932 an der University of California, Berkeley über die Mobilität von Ionen in Gasen. Als Post-Doc war er am Massachusetts Institute of Technology und ab 1934 Assistant Professor und später Professor an der Stanford University, wo er bis 1951 Professor war. 1951 bis 1971 war er Professor in Berkeley.
Seine Forschungen lagen auf den Gebieten der Elektrizitätsleitung in Gasen und Atmosphärischen Elektrizität.
In den 1940er Jahren arbeitete er am Manhattan-Projekt mit. Er war verantwortlich für die Endmontage der Atombombe im Trinity-Test 1945.
Nach dem Zweiten Weltkrieg wurde Bradbury 1945 auf Empfehlung von J. Robert Oppenheimer Direktor des Los Alamos National Laboratory, was er bis 1970 blieb.
1936 wurde er Fellow der American Physical Society. Seit 1951 war er Mitglied der National Academy of Sciences. 1970 erhielt er den Enrico-Fermi-Preis.